# Jean-Pierre Jabouille
Jean-Pierre Alain Jabouille ou apenas Jean-Pierre Jabouille (Paris, 1 de outubro de 1942 – 2 de fevereiro de 2023) foi um automobilista francês de Fórmula 1.

## Biografia
Jabouille foi um dos últimos de uma classe de pilotos de Fórmula 1 que foi também engenheiro.
Ele iniciou sua carreira na Fórmula 3 francesa, em 1967 e continuou em 1968. Em 1969 foi contratado como piloto de testes pela Alpine, participando de algumas corridas de Fórmula 2 e de automóveis esportivos. Em 1973 ele foi co-piloto de um Matra nas 24 Horas de Le Mans, terminando em terceiro lugar e repetindo esta proeza em 1974, quando também venceu a corrida de Fórmula 2 em Hockenheim, e terminou como segundo colocado na série European 2-litre pela Alpine. Ele também fez sua primeira participação na Fórmula 1, não conseguindo a qualificação com uma Williams para o Grande Prêmio da França e com um Surtees, para o Grande Prêmio da Áustria.
Em 1975 Jabouille rompeu seu contrato com a Alpine e retornou à Fórmula 2 pela Elf. Terminou o campeonato na vice-liderança atrás de Jacques Laffite. Nesse mesmo ano, chamado pela Tyrrell para participar de uma única corrida de Fórmula 1, no Grande Prêmio da França, acabou completando seu primeiro Grande Prêmio na décima-segunda colocação. Em 1976 ele concentrou-se na Fórmula 2, conseguindo finalmente o título da competição e para 1977 assinou contrato com a Renault para desenvolver seu novo motor turbo 1.5l de Fórmula 1. O automóvel RS01 fez sua estréia no Grande Prêmio da Grã-Bretanha de 1977, mas no início o motor turbo  (o primeiro na Fórmula 1) era frágil e sofria de graves falhas, que o tornava difícil de pilotar em circuitos estreitos. Contudo, Jabouille perseverou, conseguindo muitas qualificações importantes em 1978 e marcando os primeiros pontos ao chegar em quarto lugar no Grande Prêmio do Leste dos Estados Unidos.
Em 1979 a Renault desenvolveu para a corrida um segundo carro para René Arnoux. Jabouille conseguiria para a Renault a sua primeira pole position na Fórmula 1 no Grande Prêmio da África do Sul e depois obteve a sua primeira vitória, no Grande Prêmio da França. Sua terceira pole position aconteceu no Grande Prêmio da Itália.
Em 1980 Jabouille conseguiu mais duas poles e uma outra vitória no Grande Prêmio da Áustria. Porém, um defeito na suspensão durante o Grande Prêmio do Canadá deixou-o com uma perna quebrada, justamente após ele ter assinado com a Ligier para a temporada de 1981.
Sua lesão deixou-o fora das duas primeiras corridas da temporada de 1981 e ele sem estar totalmente recuperado, não conseguiu a qualificação em duas das quatro corridas seguintes, o que resultou em sua decisão de abandonar a competição. Ele retornaria no meio da década de 1980 para pilotar na série francesa de Superturismo, antes de unir-se a Peugeot para ajudar a desenvolver seu programa de carros esportivos, culminando com uma terceira colocação nas 24 Horas de Le Mans de 1993. Em 1994 ele substituiu Jean Todt como diretor da Peugeot Sport, mas depois de uma fraca temporada em associação com a McLaren e a Jordan, ele foi demitido em 1995. Depois, correu na sua própria equipe de carros esportivos na ISRS.
Jabouille morreu em 2 de fevereiro de 2023, aos oitenta anos.

## Todos os resultados na Fórmula 1
(legenda) (Corridas em negrito indicam pole position)
| Ano  | Equipe                     | Chassis         | Motor                | 1       | 2       | 3       | 4       | 5       | 6       | 7       | 8       | 9       | 10      | 11      | 12      | 13      | 14      | 15      | 16      | 17  | Pontos | Posição  |
| ---- | -------------------------- | --------------- | -------------------- | ------- | ------- | ------- | ------- | ------- | ------- | ------- | ------- | ------- | ------- | ------- | ------- | ------- | ------- | ------- | ------- | --- | ------ | -------- |
| 1974 | Frank Williams Racing Cars | Iso Marlboro FW | Ford Cosworth DFV V8 | ARG     | 1BRA    | RSA     | ESP     | BEL     | MON     | SWE     | NED     | FRA NQ  | GBR     | GER     |         |         |         |         |         |     | 0      | NC       |
| 1974 | Team Surtees               | Surtees TS16    | Ford Cosworth DFV V8 |         |         |         |         |         |         |         |         |         |         |         | AUT DNQ | ITA     | CAN     | USA     |         |     | 0      | NC       |
| 1975 | Elf Team Tyrrell           | Tyrrell 007     | Ford Cosworth DFV V8 | ARG     | BRA     | RSA     | ESP     | MON     | BEL     | SWE     | NED     | FRA 12  | GBR     | GER     | AUT     | ITA     | USA     |         |         |     | 0      | NC (35º) |
| 1977 | Equipe Renault Elf         | Renault RS01    | Renault V6t          | ARG     | BRA     | RSA     | USW     | ESP     | MON     | BEL     | SWE     | FRA     | GBR Ret | GER     | AUT     | NED Ret | ITA Ret | USA Ret | CAN DNQ | JPN | 0      | NC       |
| 1978 | Equipe Renault Elf         | Renault RS01    | Renault V6t          | ARG     | BRA     | RSA Ret | USW Ret | MON 10  | BEL NC  | ESP 13  | SWE Ret | FRA Ret | GBR Ret | GER Ret | AUT Ret | NED Ret | ITA Ret | USA 4   | CAN 12  |     | 3      | 17º      |
| 1979 | Equipe Renault Elf         | Renault RS01    | Renault V6t          | ARG Ret | BRA 10  | RSA Ret | USW DNS |         |         |         |         |         |         |         |         |         |         |         |         |     | 9      | 13º      |
| 1979 | Equipe Renault Elf         | Renault RS10    | Renault V6t          |         |         |         |         | ESP Ret | BEL Ret | MON NC  | FRA 1   | GBR Ret | GER Ret | AUT Ret | NED Ret | ITA 14  | CAN Ret | USA Ret |         |     | 9      | 13º      |
| 1980 | Equipe Renault Elf         | Renault RE20    | Renault V6t          | ARG Ret | BRA Ret | RSA Ret | USW 10  | BEL Ret | MON Ret | FRA Ret | GBR Ret | GER Ret | AUT 1   | NED Ret | ITA Ret | CAN Ret | USA     |         |         |     | 9      | 8º       |
| 1981 | Equipe Talbot Gitanes      | Ligier JS17     | Matra V12            | USW     | BRA     | ARG NQ  | SMR NC  | BEL Ret | MON NQ  | ESP Ret | FRA     | GBR     | GER     | AUT     | NED     | ITA     | CAN     | CPL     |         |     | 0      | NC       |